# Edith Hudson
Edith Hudson (nacida en 1872) fue una enfermera y sufragista británica. Fue miembro activa de la sucursal de Edimburgo de la Unión Social y Política de las Mujeres (WSPU, por sus siglas en inglés) y fue arrestada varias veces por su participación en las protestas en Escocia y Londres. Participó en huelgas de hambre mientras estaba en prisión y fue alimentada por la fuerza. Fue liberada después de la última de estas huelgas bajo la llamada Ley del Gato y el Ratón. 

## Biografía
Hudson nació en 1872. Trabajó como enfermera en Edimburgo, pero abandonó su profesión para dedicarse al movimiento de sufragio femenino.

## Campaña por el sufragio femenino

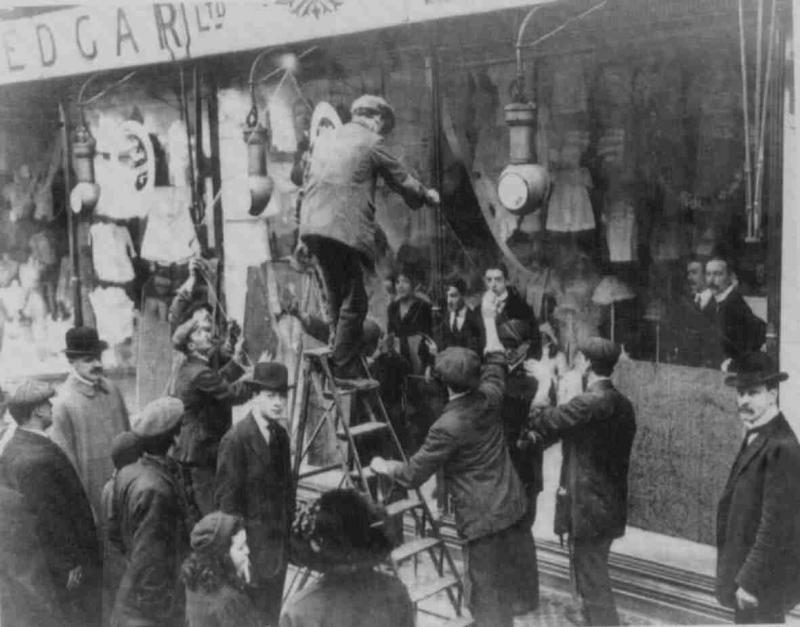
Campaña sufragista Window Smashing. Reino Unido, 1910.

Hudson era una miembro activa de la sede de Edimburgo de la Unión Social y Política de las Mujeres y participó en protestas en Escocia y Londres. Organizó reuniones de la WSPU de Edimburgo en su casa en Melville Pace. Fue arrestada por primera vez en Edimburgo en diciembre de 1909 en una manifestación en la que el diputado liberal Edward Grey pronunció un discurso. Ella se dirigió a una gran multitud antes de ir hasta el teatro y enfrentarse con la policía que estaba bloqueando el camino.
Fue acusada de cometer una violación de la paz y se declaró culpable, pero afirmó que sus acciones eran "puramente políticas" y necesarias ya que "el Gobierno en este momento se había negado a escuchar cualquier pregunta sobre la franquicia de mujeres que se pusiera de manera constitucional y pacífica". Le dieron una multa de £ 5 o treinta días de prisión. Hudson optó por ir a prisión y fue trasladada a la cárcel de Calton con una compañera sufragista Elsie Roe-Brown. Miembros de la WSPU de Edimburgo se reunieron en los muros de la cárcel de Calton para darles "una alegría alentadora".  
El 21 de noviembre de 1911, se encontraba entre las 223 manifestantes arrestadas en una manifestación de la WSPU en la Cámara de los Comunes, a la que había viajado con otras mujeres de la sucursal de Edimburgo, incluidas Jessie C. Methven, Alice Shipley, Elizabeth y Agnes Thomson y la Sra. N Grieve. Las manifestaciones siguieron al "torpedeo" del proyecto de ley de conciliación, destinado a extender el derecho al voto a las mujeres adineradas y dueñas de propiedades. Hudson había sido arrestada previamente en Londres en noviembre de 1910.